# Салма (село)
Салма - село, центр сельской администрации в Ромодановском районе. Население 100 чел. (2001), в основном русские.
Находится на ручье Салманка, в 13 км от районного центра и 14 км от железнодорожной станции Красный Узел. Название-антропоним: по имени владельца населённого пункта Салмы, из служилых людей, о чём упомянуто в «Атемарской десятне 1669-1670 году». В «Списке населённых мест Пензенской губернии» (1869) Салма (Пролей, Рождественское) - село владельческое из 216 дворов Саранского уезда. По данным подворной переписи (1913), в Салме было 290 дворов (1 633 чел.); крупные имения помещиков Мердера, Поливанова, Яковлевой и Жукова, 2 хлебозапасных магазина, пожарная машина, паровая и 8 ветряных мельниц, 5 лавок, в том числе винная. В 1821 г. на средства помещика А. А. Нечаева построена (проект М. П. Коринфского) каменная 3-престольная (главная - Спаса Нерукотворного образа, в правом приделе - Святого Архангела Михаила, в левом - Святого Андрея Стратилата Таврического) церковь с каменной колокольней. Имела богатую ризницу. Кружечные доходы составляли около 400 руб. Дополнительно поступали от 1 десятины пожертвований церкви земли и преподавания священниками Закона Божьего в земской школе (в 1913 г. в ней обучались 51 мальчик и 24 девочки). Церковь владела 35 десятинами земли, доход от которой составлял 136 руб. в год. Была закрыта в 1929 г. В 1848-1914 гг. действовала также церковь Казанской Божьей Матери (деревянная, на каменном фундаменте, с деревянной колокольней). В 1931 г. в Салме было 400 дворов (1 975 чел.). Создан колхоз им. Орджоникидзе, в конце 1950-х гг. присоединённый к совхозу «Красный Узел», с 1996 г. - СХПК (центр в пос. Красный Узел). В современном селе - основная школа, ясли, Дом культуры с библиотекой и кинозалом, фельдшерско-акушерский пункт. Возле Салмы - поселения срубной культуры. Салма - родина заслуженного учителя школы МАССР О. И. Боковой. В Салминскую сельскую администрацию входят пос. Александровский Лужок (7 чел.) и Красный Узел (586 чел.).

## Источник
- Энциклопедия Мордовия, Л. А. Богданович, М. С. Волкова, Н. И. Новотрясов.